# Leone di Costantinopoli
Leone Styppes (in greco Λέων Στυππῆς?; ... – gennaio 1143) è stato un arcivescovo ortodosso bizantino, che ha ricoperto la carica di Patriarca ecumenico di Costantinopoli tra il 1134 e il 1143.
Era un presbitero di Santa Sofia prima della sua ascensione al trono patriarcale. Regnò senza incidenti durante il dominio dell'imperatore bizantino Giovanni II Comneno.